# Аквитани
Аквитаните (на латински: Aquitani) са келтско или баско племе или племенен съюз, населявали през Античността региона между Пиренеите и Гарона в днешна Аквитания, Франция.

## Исторически извори
За аквитаните съобщава Страбон в своята География. Той разказва за двадесет галски племена, които обитават слабоплодородната земя близо до Океана между Гарумна (Гарона) и Лигер (Лоара). Едновременно с това съобщава, че аквитаните се различават от галската раса в строежа на своите тела, както и в речта си; според Страбон те повече приличат на иберийците. Юлий Цезар, който ги побеждава в кампанията си срещу галите, описва земите им като отдалечена част от Галия. На базата на неговите записки се счита, че те са доримското население в днешния исторически район Аквитания във Франция. Според Цезар, доримска Галия се населява от три собственородствени народа – гали, белги и аквитани. Галите са келти, докато Цезар причислява белгите към германските племена, а за произхода на аквитаните тече научен спор за това дали са с келтски произход или са протобаски.
В късната Римска империя днешна Аквитания се администрира в създадената от Диоклециан провинция Новемпопулания. Названието (лат. Novempopulania) означава Страната на деветте народа, като различните исторически източници споменават и други племена сред тях:
- тарбели
- кокосати
- бояти
- васати
- социати
- елусати
- ауски
- конвени
- бигериони или бегери
- сибиляти или споменатите от Юлий Цезар сибузати.